# Серюзье, Жан Теодор Жозеф
Жан Теодор Жозеф Серюзье (фр. Jean Théodore Joseph Séruzier; 1769—1825) — французский военный деятель, полковник (1812 год), шевалье (1811 год), участник революционных и наполеоновских войн.

## Биография
Родился в семье бывшего солдата и хозяина кабаре в Ла-Фере Луи Серюзье (фр. Louis Théodore Séruzier; 1729—1797) и его супруги Марии Лежер (фр. Marie Madeleine Legère; 1738—1812). Начал военную службу 11 марта 1783 года в полку генерал-полковника драгун. 1 марта 1788 года оставил полк, и через десять дней записался канониром в артиллерийской полк Туля (с 1 января 1791 года – 7-й полк пешей артиллерии). 15 апреля 1792 года переведён в 1-ю роту конной артиллерии. 1 мая 1792 года стал бригадиром-фурьером. 1 августа 1792 года получил звание вахмистра. Принимал участие в кампаниях 1793-94 годов в рядах Северной армии. 30 октября 1793 года ранен двумя сабельными ударами и штыком в грудь в бою при Маршьенне. 20 июня 1794 года дослужился до второго лейтенанта 7-го полка конной артиллерии. В июне 1794 года получил пулевое ранение в левую ногу при осаде Ипра. В 1794 году переведён в Армию Восточных Пиренеев, а в 1795 году – в Самбро-Маасскую. Участвовал в переправах через Рейн и Лех. 3 июля 1796 года получил звание второго капитана. В 1798-1801 годах сражался в рядах Дунайской и Рейнской армий. Участвовал в сражениях при Цюрихе, Биберахе и Гогенлиндене. 21 января 1802 года переведён с тем же чином в 5-й полк конной артиллерии. С 1803 года служил в Булонском лагере в составе Армии Берегов Океана. В августе 1805 года присоединился к 3-му корпусу маршала Даву Великой Армии. Участвовал в Австрийской кампании 1805 года. Отличился при Аустерлице. В ходе Прусской и Польской кампаний 1806-07 годов командовал артиллерией 1-й пехотной дивизии генерала Морана того же корпуса. При Ауэрштедте был ранен осколком гранаты в правую руку.
12 января 1807 года получил звание командира эскадрона 5-го полка конной артиллерии и возглавил артиллерию 1-й пехотной дивизии генерала Сент-Илера 4-го корпуса маршала Сульта. Отличился при Эйлау и Гейльсберге. В кампании 1809 года его дивизия действовала в составе 4-го корпуса маршала Массена Армии Германии. Умело действовал при Танне, Экмюле, Эсслинге и Ваграме. 3 июля 1809 года стал майором. 5 октября 1809 года переведён в 5-й полк пешей артиллерии. 28 марта 1811 года возвратился к службе в 5-м полку конной артиллерии.
29 января 1812 года дослужился до звания полковника. 7 февраля 1812 года был назначен командующим артиллерией 2-го корпуса резервной кавалерии генерала Монбрена. Принимал участие в Русской кампании 1812 года. Сражался при Бородино и Можайске. При Винково казаки генерала Орлова-Денисова захватили всю артиллерию корпуса. 13 декабря 1812 года Серюзье попал в плен к казакам у Ковно, был доставлен к Платову, после беседы с которым направлен в Вильно, где имел беседу с Великим князем Константином Павловичем.
При первой Реставрации возвратился 23 августа 1814 года во Францию и с 19 сентября оставался без служебного назначения. 12 марта 1815 года определён в распоряжения командующего артиллерией корпуса герцога Беррийского. Во время «Ста дней» присоединился к Наполеону и 19 апреля 1815 года был назначен директором артиллерийского парка наблюдательного корпуса Вара в Тулоне. 27 апреля 1815 года в родном Шарме женился на немке Жанне Шторх (фр. Jeanne Sophie Frédérique Storch; 1788—1864), от которой имел троих детей. После второй Реставрации исполнял с 24 сентября 1815 года обязанности инспектора артиллерии департамента Нижние Альпы. 9 декабря 1815 года определён в резерв и 10 февраля 1816 года вышел в отставку. В 1817 году арестован по обвинению в заговоре бонапартистов и получил свободу только в следующем году. В 1823 году опубликовал «Военные мемуары Барона Серюзье, полковника лёгкой артиллерии, приведённые в порядок и написанные его другом г-ном Ле Мьером де Корвеем». Умер 10 августа 1825 года в Шато-Тьерри в возрасте 56 лет.

## Воинские звания
- Драгун (11 марта 1783 года);
- Бригадир-фурьер (1 мая 1792 года);
- Вахмистр (1 августа 1792 года);
- Второй лейтенант (20 июня 1794 года);
- Второй капитан (3 июля 1796 года);
- Первый капитан (1 августа 1801 года);
- Командир эскадрона (12 января 1807 года);
- Майор (3 июля 1809 года);
- Полковник (29 января 1812 года).

## Титулы
- Шевалье Серюзье и Империи (фр. chevalier Séruzier et de l'Empire; патент подтверждён 19 января 1811 года в Париже)[2][3].

## Награды
Легионер ордена Почётного легиона (14 июня 1804 года)
 Офицер ордена Почётного легиона (11 июля 1807 года)
 Командор ордена Железной короны (1812 год)
 Кавалер военного ордена Святого Людовика (13 февраля 1815 года)
 Коммандор ордена Почётного легиона (20 марта 1820 года)